# Willi Marckwald
Willi Marckwald (Jakobskirch na Baixa Silésia alemã, hoje Jakubów, no powiat de Polkowicki, na Polônia, 1864 - Rolândia, Brasil, 1942) foi químico alemão, e professor de química da Universidade de Berlim. Foi um dos primeiros a isolar o elemento químico polônio, juntamente com seus descobridores Pierre Curie e Maria Sklodowska-Curie. Devido a sua origem judaica teve que migrar para o Brasil em 1932, onde residiu até sua morte em 1942.

## Descobrimiento do polônio
Após experimentos com a pechblenda realizados em 1898, Pierre e Maria Curie haviam predito a existência de um novo elemento, a que chamaram polônio. Marckwald tinha dúvidas se se tratava de um elemento ou de um composto, e realizou uma série de experimentos com pechblenda para estudar as propriedades das substâncias a que chamou fototrópicas (hoje chamadas radioativas). Continuando seus estudos, em 1903 afirmou ter isolado um novo elemento a que chamou radiotelúrio. Maria Curie, entretanto demonstrou que o elemento de Marckwald tinha as mesmas propriedades e era idêntico ao que ele e seu marido Pierre haviam denominado polônio.

## Outros estudos
Suas contribuições no campo da química orgânica são também importantes:

### Reação de Gabriel-Marckwald
Esta reação permite a síntese de aziridinas (etileniminas) por eliminação de haletos de hidrogênio a partir de haloaminas (derivado halogenado de amina) alifáticas vicinais tratadas com álcalis. O método permite obter aminas cíclicas de 3 a 6 átomos de carbono.

### Resolução cinética
Estudou a resolução cinética, um mecanismo enantiosseletivo pelo qual dois enantiômeros apresentam diferentes velocidades de reação.

### Catálise assimétrica
Em 1904 realizou a primeira catálise assimétrica, um dos ramos da síntese assimétrica, que permite obter substâncias ópticamente ativas, a partir de compostos de constituição simétrica. Tratava-se de uma descarboxilação enantiosseletiva de um derivado do ácido malônico, o ácido 2-etil-2-metilmalônico mediada pela brucina  fornecendo o ácido 2-metilbutírico com o excesso de 10% de um dos enantiômeros.